# Neomaenas decorata
Neomaenas decorata är en fjärilsart som beskrevs av Butler 1874. Neomaenas decorata ingår i släktet Neomaenas och familjen praktfjärilar. Inga underarter finns listade i Catalogue of Life.